# Ric Flair
Richard Morgan Fliehr (25 de febrer de 1949 -), més conegut com a Ric Flair o The Nature Boy, és un ex-lluitador professional nord-americà, que va treballar per l'empresa World Wrestling Entertainment (WWE) durant més de 30 anys. Flair es va retirar a WrestleMania XXIV en ser derrotat per Shawn Michaels.